# 深坑黃氏永安居
深坑黃氏永安居，1915年建造完成，位於今台灣新北市深坑區北深路三段8號，其命名的由來為「永久平安居住」的意思。中華民國政府於1992年5月22日認定它為三級古蹟，具有極大的價值與歷史保存意義。根據中華民國政府文化部文化資產局的介紹，興建永安居所使用的木材是從中國大陸運過來的福杉，永安居是一個典型的泉州安溪三合院大厝 。

## 沿革
乾隆年間，黃世賢(黃守恭三子黃綱裔孫)從福建泉州安溪來到台灣，到今深坑區定居。臺灣日治時期，黃氏子孫經商有成，先後在深坑建造「開基祖厝」、「黃連山祖厝」、「福安居」、「永安居」、「興順居」、「潤德居」、「六房厝」等七座古厝。
中華民國政府打算將該七座古厝全指定為古蹟，然因另外六座古厝所有人不同意將其列為古蹟，政府故將六座古厝本身及週邊相關建物列為古建築保存區。

## 相關
- 新北市文化資產列表
- 开元寺 (泉州市)，原名開元寺，又稱泉州開元寺。捐地建寺的黃守恭為深坑黃氏永安居黃氏後代的始祖。
- 深坑黃氏興順居。

## 外部連結
- 深坑黃氏永安居管理委員會
- 文化部文化資產局-深坑黃氏永安居 （页面存档备份，存于）
- 深坑黃氏永安居位於臉書Facebook的粉絲專頁